# Långasjön (Tvings socken, Blekinge, 624528-147369)
Långasjön är en sjö i Karlskrona kommun och Ronneby kommun i Blekinge och ingår i Nättrabyåns huvudavrinningsområde. Sjön är 8,1 meter djup, har en yta på 0,109 kvadratkilometer och befinner sig 69,9 meter över havet.

## Delavrinningsområde
Långasjön ingår i det delavrinningsområde (624316-147595) som SMHI kallar för Ovan 624234-147844. Medelhöjden är 69 meter över havet och ytan är 38,35 kvadratkilometer. Räknas de 26 avrinningsområdena uppströms in blir den ackumulerade arean 370,77 kvadratkilometer. Avrinningsområdets utflöde Nättrabyån mynnar i havet. Avrinningsområdet består mestadels av skog (67 %) och jordbruk (17 %). Avrinningsområdet har 1,64 kvadratkilometer vattenytor vilket ger det en sjöprocent på 4 %. Bebyggelsen i området täcker en yta av 0,58 kvadratkilometer eller 1 % av avrinningsområdet.